# عسل‌خوار سینه‌مرمری
عسل‌خوار سینه‌مرمری (نام علمی: Microptilotis mimikae)، که همچنین به عنوان عسل‌خوار سینه‌خالدار شناخته می‌شود، گونه‌ای از پرندگان تیرهٔ عسل‌خواران (Meliphagidae) است که در سراسر گینه نو یافت می‌شود. زیستگاه طبیعی آن جنگل‌های جلگه‌ای نمناک نیمه‌گرمسیری یا گرمسیری و جنگل‌های کوهستانی نمناک نیمه‌گرمسیری یا گرمسیری است.